# Lạc vào ký ức
Zettai Shōnen (絶対少年 Tựa tiếng Anh là "Absolute Boy"), còn được biết đến với tựa tiến Việt là Lạc vào ký ức, là bộ anime truyền hình gồm 26 tập, sản xuất bởi Ajia-do Animationg Works và Bandai Visual, được công chiếu lần đầu trên kênh NHK từ 21 tháng 5 năm 2005 đến 19 tháng 11 năm 2005. Đạo diễn Tomomi Mochizuki và kịch bản của Kazunori Itō, các nhân vật được khắc họa bởi Sunaho Tobe, cũng là người minh họa cho bộ light novel được chuyển thể từ bộ phim, bộ light novel đó được phát hành trong Dengeki Bunko từ ngày 10 tháng 8 năm 2005 đến ngày 10 tháng 12 năm 2005. Bộ anime sau đó cũng được chiếu trên kênh truyền hình anime vệ tinh, Animax, bằng tiếng Anh ở khu vực Đông Nam Á và Nam Á.
Tại Việt Nam, phim từng được Công ty Cổ phần Truyền thông Trí Việt (TVM Corp.) mua bản quyền và phát sóng trên kênh HTV3 lần đầu từ ngày 13 tháng 6 năm 2011.

## Cốt truyện
Bộ phim đi theo 2 nhân vật chính, 2 câu chuyện khác nhau, người mà phát hiện ra bản thân mình kẹt trong những sự việc bí ẩn bao gồm hai thứ được gọi là "material fairies" (bản dịch tiếng Việt là những nàng tiên hiện hữu hay cách gọi khác là "tiên hữu hình") và "material evils" (bản dịch tiếng Việt là quỷ hiện hữu hay cách gọi khác là "quỷ hữu hình"). Khi họ đang phải đối mặt với những thực thể huyền bí này, cuộc sống bình thường của họ vẫn tiếp diễn với những lúc thăng trầm cùng với bạn bè mình.
Nội dung chính xoay quanh hai nhân vật chính trong xuyên suốt câu chuyện, đầu tiên là Ayumu Aizawa, người đang đến thăm ngôi làng nhỏ của cha mình ở vùng Tana nhân dịp nghỉ hè; thứ hai là Kisa Tanigawa ở Yokohama, gần hai năm sau quãng thời gian của phần đầu câu chuyện.

### Summer
12 tập đầu tiên của bộ phim xoay quanh cuộc sống của Ayumu Aizawa trong những ngày cậu thăm cha mình, một bác sĩ thú y, tại một thị trấn nhỏ ở miền quê. Ayumu dự định chỉ tham quan hết thung lũng này bằng xe đạp của mình, nhưng lại thay đổi lại khi gặp một cô bé có tên là Miku và nhận một lời nhắn đi tìm người bạn mất tích thời thơ ấu là Wakkun từ cô bé. Khi gặp được Wakkun, câu nhận ra rằng cậu bé đó đã không hề lớn lên kể từ khi chơi cùng mình thời thơ ấu. Wakkun cũng mặc một bộ trang phục giống với chiếc áo mưa màu vàng và đôi bốt cao mà hồi bé Ayumu thường mặc. Wakkun giới thiệu Ayumu với Dosshiru (Doss) và Shisshin (Sense), hai vật thể bay bí ẩn thường biển đổi giữa hai hình dạng quả cầu vàng phát sáng và hình dạng vật chất.
Những quả cầu phát sáng đó dường như vô hình đối với mọi người trong làng nhưng lại hiện hình rất rõ trong mắt người và động vật. Một phóng viên địa phương, Akira Sukawara, xuất hiện, bị thu hút bởi câu chuyện về kappa và những sự kiện kì bí xảy ra gần đấy. Cô đi theo các con vật, đặc biệt là con mèo mà một cậu thanh niên trong vùng nói là đã thấy nó đánh nhau với kappa, và những ánh sáng màu vàng, và chất vấn một cách miễn cưỡng Ayumu để có thêm thông tin. Không thể nhớ lại được ký ức thời bé khi mình đến ngôi làng này, Ayumu, với sự giúp đỡ của Miku và những người khác trong ngôi làng Tana, cố gắng tìm hiểu xem chuyện gì đã xảy ra khi cậu còn là một đứa bé, và mối liên hệ bí ẩn gữa cậu, Wakkun, Dosshiru, và Shisshin...

### Winter
Một năm rưỡi sau, Kisa Tanigawa, một học sinh trung học luôn buồn chán, thường xuyên bỏ học. Một buổi tối, đang lang thang trong thành phố, cô vấp phải một vật thể bí ẩn khác. Đặt tên là "Bun-chan" hay "Ping" trong bản tiếng Anh, theo âm thanh mà thứ đó phát ra, cô đem nó về nhà và nuôi như một con thú cưng. Khi cô có gắng lấy con cá ra khỏi một mảnh kim loại, chiếc vây trên cùng không đứng yên, nên Bun-chan (Ping) giúp cô dán nó lại. Cùng lúc ấy, Sukawara lại xuất hiện và cố chứng minh sự tồn tại của cá vật thể bí ẩn tại vũ hội mèo ở Tana một năm rưỡi trước,  thứ được cô đặt là "những nàng tiên hiện hữu", và nghe tin về Bun-chan. Từ bằng chứng trong cuộc gặp gữa Ayumu và Kisa, cô không gọi Bun-chan là "những nàng tiên hiện hữu", mà là "quỷ hữu hình", dựa vào sự khác biệt bề ngoài giữa chúng. Những nàng tiên hiện hữu và 
quỷ hữu hình dường như đang có một cuộc chiến với nhau. Khi cả ba gặp nhau, Dosshiru, Shisshin và Bun-chan. Dosshiru và Shisshin bắt đầu truy đuổi Bun-chan và phá hủy nó nhanh chóng, để lại Kisa trong đau khổ khi nhìn thấy Bun-chan đã chết. Sau một thời gian, mối liên kết giữa những chiếc vảy của con cá của Kisa bắt đầu phát ra ánh sáng sặc sỡ. Một đêm, con cá đó biến thành hình dạng tiên của Bun-chan. Kisa sau đó đặt tên nó là Po-chan.
Người dân trong thành phố ngày càng lo sợ, khi mà bức tranh của vật chất ma quỷ, quả cầu tròn phát ra ánh sáng xanh, xuất hiện trên nhiều chiếc điện thoại di động, đi kèm với lời đồn rằng chúng đem lại may mắn. Một bức tranh tường đường phố xuất hiện và cảnh báo mọi người hãy suy nghĩ và tin tưởng chính mình. Cùng lúc đó, một vật thể có hình xoắn ốc khổng lồ xuất hiện trên bầu trời, giống với một kiến trúc bằng kim loại của quỷ hữu hình, và cảnh sát đã di tản toàn bộ dân cư trong khu vực. Một vài hiện tượng lạ cũng xảy ra giống như ở làng Tana, như việc các thiết bị điện tử không hoạt động.

## Nhân vật

### Summer Arc
Ayumu Aizawa (逢沢歩 Aizawa Ayumu)
- Lồng tiếng bởi: Toshiyuki Toyonaga

Miki Miyama (深山美紀 Miyama Miki)
- Lồng tiếng bởi: Kanako Mitsuhashi

Miku Miyama (深山美玖 Miyama Miku)
- Lồng tiếng bởi: Chiwa Saitō

Ryūsuke Sakakura (阪倉亮介 Sakakura Ryūsuke)
- Lồng tiếng bởi: Yasuo Saitō

Shione Unno (海野潮音 Unno Shione)
- Lồng tiếng bởi: Ai Shimizu

Takuma Kaburaki (鏑木拓馬 Kaburaki Takuma)
- Lồng tiếng bởi: Yasuyuki Kase

Wakkun (わっくん Wakkun)
- Lồng tiếng bởi: Junko Takeuchi

Heigorō Suzuki (鈴木平五郎 Suzuki Heigorō)
- Lồng tiếng bởi: Katsuhisa Hōki

Asako Tōdō (藤堂麻子 Tōdō Asako)
- Lồng tiếng bởi: Risa Mizuno

Akira Sukawara (須河原晶 Sukawara Akira)
- Lồng tiếng bởi: Miwa Matsumoto

Mika Miyama (深山美佳 Miyama Mika)
- Lồng tiếng bởi: Masami Suzuki

Akiyuki Kishiro (稀代秋之 Kishiro Akiyuki)
- Lồng tiếng bởi: Kenji Hamada

Junko Aizawa (逢沢淳子 Aizawa Junko)
- Lồng tiếng bởi: Kaori Yamagata

Shirō Dōmaru (堂丸史郎 Dōmaru Shirō)
- Lồng tiếng bởi: Tadahisa Saizen

Okaka Baba (オカカ婆 Okaka Babā)
- Lồng tiếng bởi: Yasuo Saitō

Taruto (タルト Taruto)
- Lồng tiếng bởi: Ai Shimizu

Roku (ロク Roku)
- Lồng tiếng bởi: Katsuhisa Hōki

Mikoshiba-san (御子柴さん)

### Winter Arc
Ayumu Aizawa (逢沢歩 Aizawa Ayumu)
- Lồng tiếng bởi: Toshiyuki Toyonaga

Kisa Tanigawa (谷川希紗 Tanigawa Kisa)
- Lồng tiếng bởi: Akiko Kobayashi

Rieko Yamato (大和理絵子 Yamato Rieko)
- Lồng tiếng bởi: Tomoko Sadohara

Masaki Makabe (真壁正樹 Makabe Masaki)
- Lồng tiếng bởi: Yuki Kaida

Shigeki Kobayakawa (小早川成基  Kobayakawa Shigeki)
- Lồng tiếng bởi: Takahiro Sakurai

Jirō Hatori (羽鳥次郎 Hatori Jirō)
- Lồng tiếng bởi: Hozumi Gōda

Mika Miyama (深山美佳 Miyama Mika)
- Lồng tiếng bởi: Masami Suzuki

Akira Sukawara (須河原晶 Sukawara Akira)
- Lồng tiếng bởi: Miwa Matsumoto

Hana Tokimiya (土岐宮はな Tokimiya Hana)
- Lồng tiếng bởi: Misa Watanabe

Okaka Babā (オカカ婆 Okaka Babā)

## Sản xuất
Bộ phim được sản xuất bởi Ajia-do Animation Works và Bandai Visual, và đạo diễn bởi Tomomi Mochizuki. Các bản nhạc trong phim được sáng tác bởi Masumi Itō, dưới bút danh của cô, Hikaru Nanase.

## Đoàn làm phim
- Dàn dựng: Takao Seki, Satoshi Katō, Tarō Maki
- Tác phẩm gốc: Zettai Shōnen (Kazunori Itō, Ajiadō, Toys Works, Sōgō Vision, Genco)
- Đạo diễn: Tomomi Mochizuki
- Bố cục nội dung: Kazunori Itō
- Kịch bản: Kazunori Itō, Miu Kawasaki, Tatsuya Hamazaki
- Thiết kế nhân vật gốc: Sunaho Tobe
- Thiết kế bản plastic: Masato Satō
- Thiết kế nhân vật và đạo diễn chính của phim: Masayuki Sekine
- Đạo diễn nghệ thuật: Katsufumi Hariu
- Họa sĩ vẽ nền: Kōji Ōno
- Phối màu: Miyoko Ichinose
- Đạo diễn chụp ảnh: Katsuyoshi Kishi
- Chỉnh sửa: Shigeru Nishiyama
- Đạo diễn âm thanh: Hozumi Gōda
- Sản xuất âm thanh: Jinnan Studio
- Hiệu ứng âm thanh: Junichi Sasaki (Anime Sound Production)
- Minh họa mở đầu: Masaya Fujimori
- Minh họa kết thúc: Ryūichi Kimura
- Âm nhạc: Hikaru Nanase
- Sản xuất âm nhạc: Mellow Head
- Chủ nhiệm âm nhạc: Shunji Inoue
- Chủ nhiệm: Eiza Kondō, Kōji Morimoto, Daisuke Itō, Kazuaki Morijiri, Masahiro Okamura
- Nhà sản xuất: Ajiadō
- Trợ lý sản xuất: Gingaya (tập 1-26), Artland (tập 3, 8, 13, 21, 25), Magic Bus (tập 4, 9, 14, 20), Studio Kuma (tập 5, 10, 16, 22)
- Xuất bản: Genco, Zettai Shōnen Project

## Ca khúc trong phim
Ca khúc mở đầu
- "Hikari no Silhouette" (光のシルエット Hikari no Shiruetto?, lit. "Silhouette of Light" (Tạm dịch: Hình bóng của ánh sáng))

Trình bày: CooRie, lời và bố cục: rino, sắp xếp: Masaya Suzuki
- Tựa tiếng Việt: Ký ức cho ngày mai

Lời Việt: Thanh Hồng, trình bày: Phương Ly
Ca khúc kết thúc
- "Shōnen Humming" (少年ハミング Shōnen Hamingu?, lit. "Boy Humming" (Tạm dịch: Cậu bé mạnh mẽ))

Trình bày: Masumi Itō, lời: Aki Hata, bố cục và sắp xếp: Masumi Itō
- Tựa tiếng Việt: Không thể rời xa

Lời Việt: Huyền Chi, trình bày: Huyền Chi